# Fareja (Georgia)
Fareja (en georgiano: ფარეხა) es una aldea de Georgia ubicado en el oeste de la región de Mesjetia-Yavajetia, siendo parte del municipio de Adigueni.

## Geografía
La aldea se administra desde el pueblo de Varjani.

## Demografía
La evolución demográfica de Fareja entre 2002 y 2014 fue la siguiente:
| 16                                              | 17 |
| (Fuente: Population of Georgia in Soviet times) |    |

Según el censo de 2014, los georgianos constituían el 84,4% de la población local; los armenios, el 11,3% y los azeríes, el 2,2%.